# Jordan Kerr
Jordan Kerr (Adelaida, 26 d'octubre de 1979) és un extennista professional australià.
En el seu palmarès hi ha nou títols de dobles masculins del circuit ATP.
Fill del també extennista Grant Kerr i la seva muller Sussie, ambdós entrenadors de tennis. Té una germana anomenada Chantelle.

## Palmarès

### Dobles masculins: 15 (9−6)
| Llegenda (pre/post 2009)                                 |
| -------------------------------------------------------- |
| Grand Slams (0−0)                                        |
| Tennis Masters Cup / ATP Finals (0−0)                    |
| ATP Masters Series / ATP World Tour Masters 1000 (0−0)   |
| ATP International Series Gold / ATP World Tour 500 (1−2) |
| ATP International Series / ATP World Tour 250 (8−4)      |

| Títols per superfície |
| --------------------- |
| Dura (3−5)            |
| Gespa (5−0)           |
| Terra batuda (1−1)    |

| Resultat  | Núm. | Data                 | Torneig                    | Superfície   | Parella          | Oponents                       | Marcador               |
| --------- | ---- | -------------------- | -------------------------- | ------------ | ---------------- | ------------------------------ | ---------------------- |
| Guanyador | 1.   | 7 de juliol de 2003  | Newport, Estats Units      | Gespa        | David Macpherson | Julian Knowle Jürgen Melzer    | 7−6(4), 6−3            |
| Guanyador | 2.   | 5 de juliol de 2004  | Newport (2)                | Gespa        | Jim Thomas       | Grégory Carraz Nicolas Mahut   | 6−3, 6−7(5), 6−3       |
| Guanyador | 3.   | 19 de juliol de 2004 | Indianapolis, Estats Units | Dura         | Jim Thomas       | Wayne Black Kevin Ullyett      | 6–7(7), 7–6(3), [6–3]  |
| Finalista | 1.   | 31 de gener de 2005  | Delray Beach, Estats Units | Dura         | Jim Thomas       | Simon Aspelin Todd Perry       | 3–6, 3–6               |
| Guanyador | 4.   | 4 de juliol de 2005  | Newport (3)                | Gespa        | Jim Thomas       | Graydon Oliver Travis Parrott  | 7−6(5), 7−6(5)         |
| Guanyador | 5.   | 23 d'abril de 2007   | Casablanca, Marroc         | Terra batuda | David Škoch      | Łukasz Kubot Oliver Marach     | 7−6(4), 1−6, [10−4]    |
| Guanyador | 6.   | 9 de juliol de 2007  | Newport (4)                | Gespa        | Jim Thomas       | Nathan Healey Igor Kunitsyn    | 6−3, 7−5               |
| Guanyador | 7.   | 1 d'octubre de 2007  | Tòquio, Japó               | Dura         | Robert Lindstedt | Frank Dancevic Stephen Huss    | 6−4, 6−4               |
| Guanyador | 8.   | 25 de febrer de 2008 | Zagreb, Croàcia            | Dura (i)     | Paul Hanley      | Christopher Kas Rogier Wassen  | 6−3, 3−6, [10−8]       |
| Finalista | 2.   | 4 de maig de 2009    | Múnic, Alemanya            | Terra batuda | Ashley Fisher    | Jan Hernych Ivo Minář          | 4–6, 4–6               |
| Guanyador | 9.   | 6 de juliol de 2009  | Newport (5)                | Gespa        | Rajeev Ram       | Michael Kohlmann Rogier Wassen | 6−7(6), 7−6(7), [10−6] |
| Finalista | 3.   | 20 de juliol de 2009 | Indianapolis               | Dura         | Ashley Fisher    | Ernests Gulbis Dmitry Tursunov | 4–6, 6–3, [9–11]       |
| Finalista | 4.   | 5 d'octubre de 2009  | Tòquio                     | Dura         | Ross Hutchins    | Julian Knowle Jürgen Melzer    | 2−6, 7−5, [8−10]       |
| Finalista | 5.   | 11 de gener de 2010  | Sydney, Austràlia          | Dura         | Ross Hutchins    | Daniel Nestor Nenad Zimonjić   | 3–6, 6–7(5)            |
| Finalista | 6.   | 15 de febrer de 2010 | Memphis, Estats Units      | Dura (i)     | Ross Hutchins    | John Isner Sam Querrey         | 4−6, 4−6               |

## Trajectòria

### Dobles masculins
| Open d'Austràlia | 1R  | A   | A   | 2R          | 2R          | 2R          | 1R    | 2R          | 3R          | 3R          | 1R    | 3R          | 1R          | 1R          | 1R  | 0 / 13    | 10 – 13   |
| Roland Garros | A   | A   | A   | 1R          | 2R          | 1R          | 2R    | 1R          | 1R          | 2R          | 2R    | 1R          | 1R          | A           | 2R  | 0 / 11    | 5 – 11    |
| Wimbledon | A   | A   | A   | Q2          | 1R          | 2R          | 1R    | 1R          | 1R          | 1R          | 3R    | 2R          | 3R          | A           | 1R  | 0 / 10    | 5 – 10    |
| US Open | A   | A   | A   | Q1          | 3R          | 2R          | 2R    | 2R          | 1R          | 3R          | 1R    | 1R          | 2R          | A           | 1R  | 0 / 10    | 8 – 10    |
| Jocs Olímpics | NC  | NC  | A   | No celebrat | No celebrat | No celebrat | A     | No celebrat | No celebrat | No celebrat | 1R    | No celebrat | No celebrat | No celebrat | A   | 0 / 1     | 0 – 1     |
| Total Victòries−Derrotes                                                                                                   | 0–1 | 0–0 | 0–0 | 4–7         | 9–16        | 12–10       | 19–23 | 22–26       | 9–25        | 32–23       | 22–28 | 38–29       | 15–26       | 3–5         | 3–7 | 188 – 226 | 188 – 226 |
| Rànquing a final d'any | 506 | 292 | 172 | 98          | 86          | 59          | 60    | 41          | 78          | 25          | 31    | 30          | 78          | 108         | 115 |           |           |
| Llegenda: G: Guanyador; F: Finalista; SF: Semifinalista; QF: Quarts de final; Q: Qualificació; A: Absent; RR: Round Robin; |     |     |     |             |             |             |       |             |             |             |       |             |             |             |     |           |           |

### Dobles mixts
| Open d'Austràlia | A  | A  | 1R | A  | A  | A  | 1R | 1R | 1R | 0 / 4 | 0 – 4 |
| Roland Garros | A  | A  | 1R | A  | A  | 1R | QF | 1R | A  | 0 / 4 | 2 – 4 |
| Wimbledon | 1R | SF | A  | 1R | 1R | QF | 2R | 1R | 2R | 0 / 8 | 8 – 8 |
| US Open | A  | A  | A  | A  | A  | A  | 2R | A  | A  | 0 / 1 | 1 – 1 |
| Llegenda: G: Guanyador; F: Finalista; SF: Semifinalista; QF: Quarts de final; Q: Qualificació; A: Absent; RR: Round Robin; |    |    |    |    |    |    |    |    |    |       |       |